# Орехи

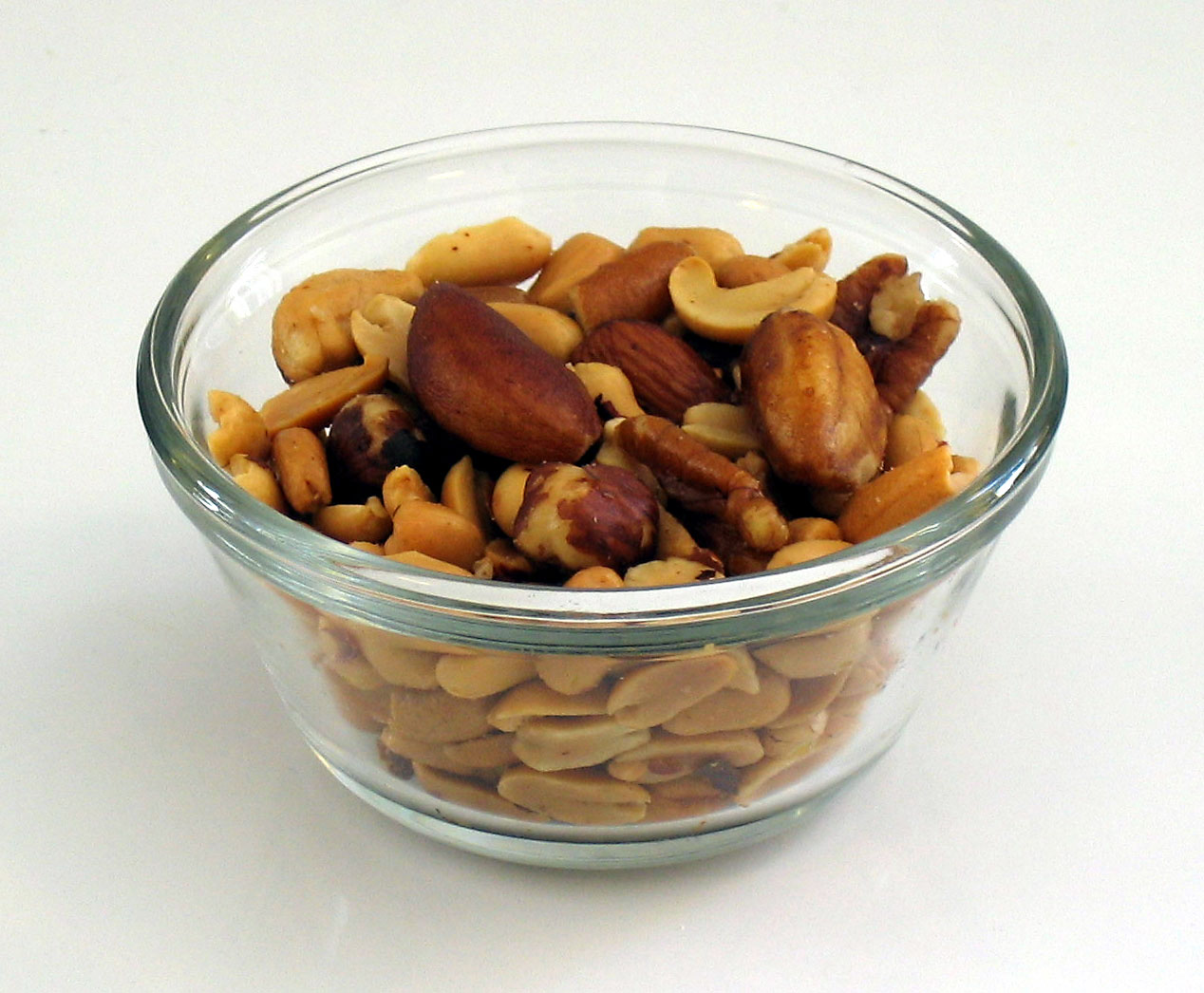
Небольшая миска со смесью орехов

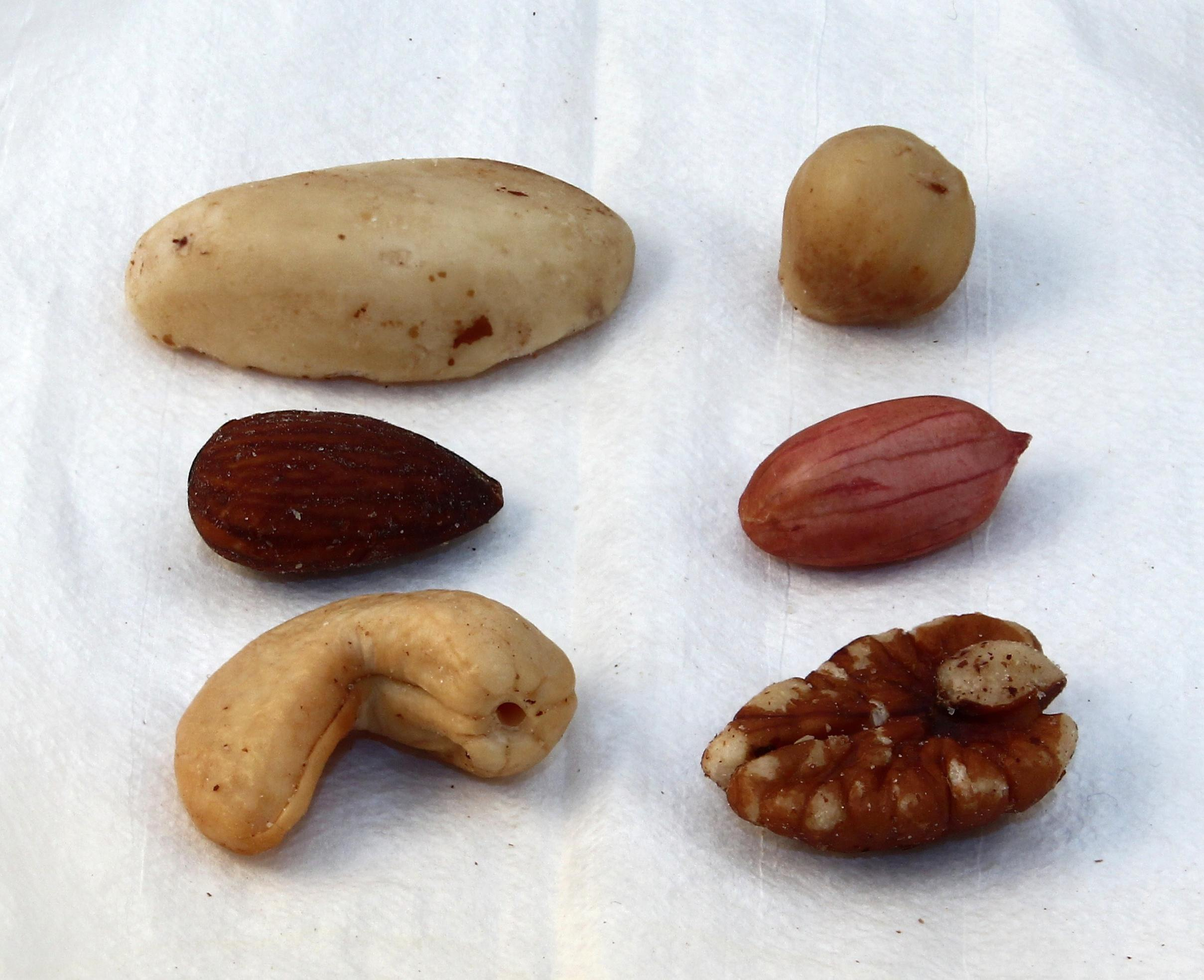
Типичный ассортимент смеси орехов

Орехи (в кулинарии) — сухие съедобные плоды или семена. Обычно имеют высокое содержание жира. Используются в самых разных съедобных целях, в том числе в выпечке, в качестве закусок (жареных или сырых) и в качестве ароматизатора. Помимо ботанических орехов, в кулинарии орехами считаются плоды и семена, которые имеют схожий вид и кулинарную роль. Кулинарные орехи делятся на плоды или семена в одной из четырёх категорий:
- Истинные, или ботанические орехи: сухие плоды с твердой скорлупой, которые не раскалываются при созревании для высвобождения семян;[2][3]
- Семена костянок: семена, содержащиеся в косточке (или пирене), которая сама окружена мясистыми плодами (например, миндаль);[4]
- Семена голосеменных: голые семена без оболочки (например, кедровые орехи);
- Семена покрытосеменных: семена, окруженные оболочкой, такой как стручок или плод (например, арахис).

Орехи издавна используются в питании. Для многих коренных народов Америки самые разные орехи, включая жёлуди, семена американского бука и другие, служили основным источником крахмала и жира на протяжении тысяч лет. Точно так же широкий выбор орехов служил пищей для коренных австралийцев на протяжении многих веков. Другие кулинарные орехи, известные с древних времен, в наше время стали употребляться намного чаще. Самый яркий такой пример — арахис. Его использование было популяризировано работой Джорджа Вашингтона Карвера, который открыл и популяризировал множество применений арахиса после использования его растений для улучшения грунта на полях, используемых для выращивания хлопка.
| Орех        | Содержание жиров г / 100 г | Энергетическая ценность кДж / 100 г | Энергетическая ценность ккал / 100 г |
| ----------- | -------------------------- | ----------------------------------- | ------------------------------------ |
| Арахис      | 48,1                       | 2337                                | 564                                  |
| Бразильский | 66,8                       | 2764                                | 670                                  |
| Грецкий     | 62,5                       | 2738                                | 663                                  |
| Кедровый    | 68,4                       | 2816                                | 674                                  |
| Кешью       | 42,2                       | 2377                                | 572                                  |
| Кокос       | 36,5                       | 1498                                | 363                                  |
| Макадамия   | 73,0                       | 2896                                | 703                                  |
| Миндаль     | 54,1                       | 2411                                | 583                                  |
| Пекан       | 72,0                       | 2897                                | 703                                  |
| Фисташка    | 51,6                       | 2406                                | 581                                  |
| Фундук      | 61,6                       | 2662                                | 644                                  |

## Список орехов

### Плоды растений из порядкаБукоцветные(Fagales)
Не все орехи, относящиеся к этому порядку, съедобны. К съедобным относятся плоды следующих семейств данного порядка:
- семейство Ореховые (Juglandaceae)
  - орех грецкий (Juglans regia)
  - орех чёрный (Juglans nigra)

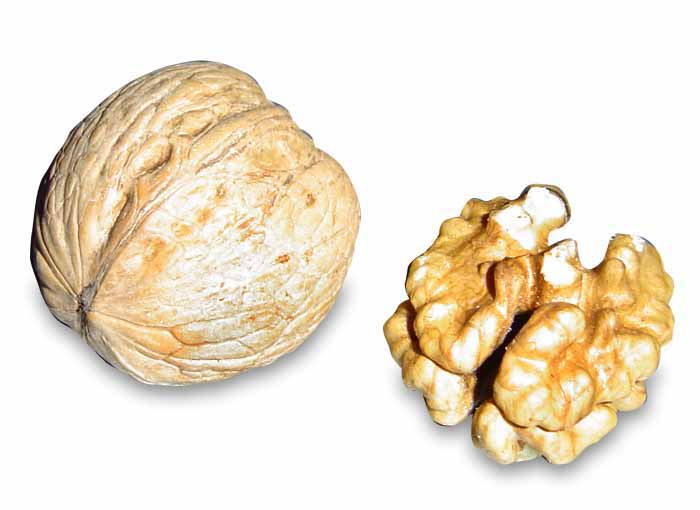
Грецкий орех, слева — в скорлупе, справа — очищенная от скорлупы и перепонки сердцевина

  - орех маньчжурский (Juglans mandshurica),
  - орех серый (Juglans cinerea),
  - пекан (орех-пекан, кария, гикори) (Carya illinoensis)
  - орех горький (Hicoria minima)

### Орехи из других порядков
Плоды, традиционно именуемые орехами, но в строго научном смысле орехами не являющиеся.
- семейство Розовые (Rosaceae)
  - миндальный орех (Amygdalus communis)
- семейство Осоковые (Cyperaceae)
  - миндаль земляной, чуфа (Cyperus esculentus)
- семейство Сумаховые (Anacardiaceae)
  - кешью (кажу, акажу, анакардиум западный; Anacardium occidentale)
  - фисташка (Pistacia)
- семейство Дербенниковые (Lythraceae)
  - чилим, орех водяной, рогульник (Trapa natans)
- семейство Бобовые (Leguminosae)
  - арахис, или земляной орех (Arachis spp)
  - пажитник сенной, фенугрек, шамбала (Trigonella foenum-graecum)
- семейство Лецитисовые (Lecythidaceae)
  - бразильский орех (Bertholletia excelsa)
  - райский орех (Lecythis spp.)
- семейство Протейные (Proteaceae)
  - макадамия (Macadamia spp.)
  - гевуина, чилийский лесной орех; (Gevuina) — (дерево — чилийская лещина)
- семейство Бурзеровые (Burseraceae)
  - канариум филиппинский (Canarium ovatum)
- семейство Комбретовые (Combretaceae)
  - тропический миндаль (Terminalia spp.)
- семейство Мальвовые (Malvaceae)
  - малабарский каштан (Pachira aquatica)
- семейство Молочайные (Euphorbiaceae)
  - монгонго (Ricinodendron rautanenii)
- семейство Пальмовые (Arecaceae, или Palmae)
  - кокосовый орех — пальма кокосовая (Cocos nucifera)
  - орех сейшельский, мальдивский, королевский — сейшельская пальма (Lodoicea maldivica)
- семейство Сосновые (Pinaceae)
  - кедровые орешки — сибирский кедр, сосна кедровая сибирская (Pinus sibirica)
  - орехи пинии, или пиниоли — пиния, итальянская сосна (Pinus pinea). Семена пиний — самые крупные у представителей семейства сосновые. 1 кг семян содержит 1500 штук. По вкусовым качествам превосходят кедровые орешки и широко используются в кондитерской промышленности. Пиния культивируется очень давно, ещё в начале I тысячелетия до нашей эры её выращивали этруски[9].